# Cuadrilátero circunscrito
En geometría, un cuadrilátero tangencial es un cuadrilátero convexo  cuyos lados son todos tangentes a una circunferencia inscrita en el cuadrilátero. Esta circunferencia se denomina inscrita.

## Características
En un cuadrilátero tangencial, cada par de lados opuestos suman la misma longitud, la cual es igual al semiperímetro del cuadrilátero:
{\displaystyle a+c=b+d={\frac {a+b+c+d}{2}}=s}
- El área es igual al semiperímetro por el radio de la circunferencia inscrita.

{\displaystyle A=r\cdot (a+c)=r\cdot (b+d)=r\cdot s}
- Incentro es el centro de la circunferencia inscrita